# 羅伊·懷特
羅伊·希爾頓·懷特（英語：Roy Hilton White，1943年12月27日—），為美國職棒大聯盟的左外野手。整個大聯盟職業生涯皆效力於紐約洋基，生涯後期曾遠赴日職巨人隊打了3年球。

## 職業生涯
1965年，懷特登上大聯盟。這時洋基隊才剛從第三王朝結束，進入黑暗的重建期。懷特在1969年和1970年都入選明星賽，隔年他敲出美聯最多的17支高飛犧牲打。1976年，他成功見證洋基重返睽違已久的世界大賽。之後更是在1977年和1978年拿下世界大賽二連霸。最後懷特在1979年結束了他在洋基隊的生涯，並到了日職加盟讀賣巨人。

## 退休之後
離開日職後，懷特回到洋基擔任3年的教練。2004年，他再次重返洋基擔任一壘指導教練。他也曾在運動家隊的小聯盟球隊擔任打擊教練。
2002年，懷特成立了以他為名的基金會。專門給予紐約區因財政問題無法順利就學的學子們經濟救助。
2011年，懷特在受訪時談到，他到現在都一直面臨著種族歧視的問題，尤其是到了美國南方更為嚴重。

## 生涯打擊數據
| 出賽次數 | 打席 | 打數 | 得分 | 安打 | 二安 | 三安 | 全壘打 | 打點 | 盜壘 | 保送 | 三振 | 打擊率 | 上壘率 | 長打率 | 整體攻擊指數 | 觸身球 |
| -------- | ---- | ---- | ---- | ---- | ---- | ---- | ------ | ---- | ---- | ---- | ---- | ------ | ------ | ------ | ------------ | ------ |
| 1881     | 7736 | 6650 | 964  | 1803 | 300  | 51   | 160    | 758  | 233  | 934  | 708  | .271   | .360   | .404   | .764         | 29     |

## 外部連結
- 球員資訊和成績在MLB，ESPN，Baseball-Reference，Fangraphs（英文）